# Волчков Володимир Миколайович
Володимир Миколайович Волчков (біл. Уладзімір Мікалаевіч Валчкоў; нар. 7 квітня 1978 року в Мінську, Білоруська РСР) — білоруський тенісист і тренер; дворазовий півфіналіст турнірів Великого шолома (по разу — в одиночному і парному розряді); переможець одного турніру ATP в парному розряді, капітан чоловічої збірної Білорусії в Кубку Девіса. Найвищу одиночну позицію світового рейтингу — 25 місце досяг 30 квітня 2001, парну — 71 місце — 9 червня 2003 року. Завершив кар'єру 2008 року.

## Кар'єра
Особливо яскравими виходили у Володимира виступи в Кубку Девіса за команду Білорусі, в якій він довгі роки грав разом з Максом Мирним.
Переможець юніорського Вімблдону 1996 року в одиночному розряді (в фіналі переміг хорвата Івана Любичича з рахунком 3-6 6-2 6-3).
Найвище досягнення в турнірах Великого шолома — півфінал на Вімблдоні в 2000 році, після якого Волчков отримав від газети «Сан» прізвисько «Владіатор» (в назві фільму Рідлі Скотта " Гладіатор ", який Волчков кілька разів переглянув в ході турніру). Завдяки цьому успіху Волчков відразу піднявся в рейтингу з 237-го місця в топ-70.
У вересні 2002 року в Ташкенті Волчков єдиний раз дійшов до фіналу турніру АТП, де поступився Євгену Кафельникову в 2 сетах. Для Кафельникова та турнірна перемога стала останньою в кар'єрі в одиночному розряді.
За кар'єру виграв 8 «Челленджерів» і 5 «ф'ючерсів».
Учасник Олімпійських ігор 2000 і 2004 років.
Завершив кар'єру в 2008 році. Пізніше працював з третьою ракеткою жіночої збірної Олександрою Саснович.
З 2011 по 2013 рік працював в команді Марії Шарапової в якості спаринг-партнера і тренера-асистента. За цей період Шарапова виграла срібло Олімпіади-2012, «Ролан Гаррос», «кар'єрний Великий шолом» в одиночному розряді, займала перший рядок одиночного жіночого рейтингу.
З 2014 по 2019 обіймав посаду головного тренера національної команди Республіки Білорусь і капітана чоловічої збірної. За цей період жіноча збірна Білорусії вперше в історії вийшла в фінал Кубка Федерацій і займала друге місце в рейтингу національний жіночих команд. Чоловіча збірна вийшла в плей-офф Кубка Девіса 2017 року, здобувши перемогу у 8 матчах з 12, не маючи гравців топ-100 чоловічого одиночного рейтингу.
За час індивідуальної роботи з чоловічої збірної Івашко вперше в професійній кар'єрі пройшов в основну сітку US Open, за 5 місяців роботи піднявся в рейтингу ATP c 360 до 153 місця. Герасимов в сезоні 2017 здобув 42 перемоги з 55 матчів, за 6 місяців піднявся з 470 на 121 одиночного чоловічого рейтингу.

### Волчков на Вімблдоні-2000
Сам Волчков на момент початку турніру займав 237-е місце в світовому рейтингу і починав турнір з кваліфікації
| Стадія       | Суперник (посів)  | Рейтинг | Рахунок                  | Час матчу   |
| Квал. 1 коло | Сатосі Івабуті    |         | 6-4 3-6 6-3              |             |
| Квал. 2 коло | Антоні Дюпюї      |         | 6-1 6-7 2 8-6            |             |
| Квал. 3 коло | Юліан Ноул        |         | 6-2 3-6 6-3 4-1, відмова |             |
| 1 коло       | Хуан Ігнасіо Чела | 54      | 6-7 5 6-3 3-6 6-3 6-0    | 2 год 37 хв |
| 2 коло       | Седрік Пьолін (6) | 6       | 6-3 6-3 2-6 3-6 6-4      | 2 год 51 хв |
| 3 коло       | Юнес Ель-Айнауі   | 16      | 7-6 4 7-5 7-6 4          | 2 год 22 хв |
| 4 коло       | Вейн Феррейра     | 37      | 6-3 6-4 7-6 0            | 1 год 47 хв |
| 1/4          | Байрон Блек       | 52      | 7-6² 7-6² 6-4            | 2 год 25 хв |
| 1/2          | Піт Сампрас (1)   | 3       | 6-7 4 2-6 4-6            | 1 год 39 хв |

## Юніорські фінали турнірів Великого шолома

### Одиночний розряд: 1 (1 перемога)
| Результат | Рік  | Турнір               | Покриття | Суперник     | Рахунок       |
| --------- | ---- | -------------------- | -------- | ------------ | ------------- |
| Перемога  | 1996 | Вімблдонський турнір | Трава    | Іван Любичич | 3–6, 6–2, 6–3 |

## Фінали турнірів ATP за кар'єру

### Одиночний розряд: 1 (1 поразка)
| Легенда                                       |
| --------------------------------------------- |
| Турніри Великого шлема (0–0)                  |
| Фінали Світового туру ATP (0–0)               |
| Фінали Світового туру ATP серії Мастерс (0–0) |
| Серія турнірів ATP (0–0)                      |
| Світова серія ATP (0–1)                       |

| Фінали за покриттям |
| ------------------- |
| Тверде (0–1)        |
| Ґрунт (0–0)         |
| Трава (0–0)         |
| Килим (0–0)         |

| Фінали за типом корту |
| --------------------- |
| Відкритий корт (0–1)  |
| Закритий корт (0–0)   |

| Результат | В-П | Дата     | Турнір              | Рівень        | Покриття | Суперник          | Рахунок       |
| --------- | --- | -------- | ------------------- | ------------- | -------- | ----------------- | ------------- |
| Поразка   | 0–1 | Вер 2002 | Ташкент, Узбекистан | Світова серія | Тверде   | Євген Кафельников | 6–7(6–8), 5–7 |

### Парний розряд: 1 (1 перемога)
| Легенда                                     |
| ------------------------------------------- |
| Турніри Великого шолома (0–0)               |
| Фінали Світового туру ATP (0–0)             |
| Серія Мастерс 1000 Світового Туру ATP (0–0) |
| Серія 500 Світового туру ATP (0–0)          |
| Серія 250 Світового туру ATP (1–0)          |

| Титули за покриттям |
| ------------------- |
| Тверде (1–0)        |
| Ґрунт (0–0)         |
| Трава (0–0)         |
| Килим (0–0)         |

| Титули за типом корту |
| --------------------- |
| Відкритий (1–0)       |
| Закритий (0–0)        |

| Результат | В-П | Дата     | Турнір        | Рівень        | Покриття | Партнер      | Суперники                    | Рахунок       |
| --------- | --- | -------- | ------------- | ------------- | -------- | ------------ | ---------------------------- | ------------- |
| Перемога  | 1–0 | Лют 2003 | Сан-Хосе, США | Світова серія | Тверде   | Лі Хьон Тхек | Пол Голдстейн Роберт Кендрік | 7–5, 4–6, 6–3 |

## Фінали ATP Челленджер і ITF Ф'ючерс

### Одиночний розряд: 15 (13–2)
| Легенда              |
| -------------------- |
| ATP Челленджер (8–2) |
| ITF Ф'ючерс (5–0)    |

| Фінали за покриттям |
| ------------------- |
| Тверде (7–0)        |
| Ґрунт (3–0)         |
| Трава (1–0)         |
| Килим (2–2)         |

| Результат | В-П  | Дата     | Турнір                        | Рівень     | Покриття | Суперник              | Рахунок            |
| --------- | ---- | -------- | ----------------------------- | ---------- | -------- | --------------------- | ------------------ |
| Перемога  | 1–0  | Бер 1998 | Ізраїль F2, Ашкелон           | Ф'ючерс    | Тверде   | Еял Ерліх             | 7–5, 6–4           |
| Перемога  | 2–0  | Лис 1998 | Пуебла, Мексика               | Челленджер | Тверде   | Крістоф Рохус         | 6–3, 6–3           |
| Перемога  | 3–0  | Лют 1999 | Гамбург, Німеччина            | Челленджер | Килим    | Аксель Прецш          | 4–6, 6–3, 7–6      |
| Перемога  | 4–0  | Тра 1999 | Любляна, Словенія             | Челленджер | Ґрунт    | Діну Пескаріу         | 7–5, 6–7, 6–4      |
| Поразка   | 4–1  | Бер 2000 | Магдебург, Німеччина          | Челленджер | Килим    | Себастьян Ларо        | 6–7(1–7), 3–6      |
| Перемога  | 5–1  | Тра 2000 | Фергана, Узбекистан           | Челленджер | Тверде   | Ігор Куніцин          | 4–6, 6–0, 6–4      |
| Перемога  | 6–1  | Лип 2002 | Манчестер, Велика Британія    | Челленджер | Трава    | Кароль Бек            | 6–4, 7–6(7–2)      |
| Перемога  | 7–1  | Лис 2002 | Аахен, Німеччина              | Челленджер | Килим    | Марк Россе            | 7–6(7–4), 6–4      |
| Поразка   | 7–2  | Лис 2003 | Мілан, Італія                 | Челленджер | Килим    | Денніс ван Схеппінген | 7–5, 4–6, 6–7(5–7) |
| Перемога  | 8–2  | Січ 2005 | Рексем, Велика Британія       | Челленджер | Тверде   | Жорж Бастл            | 4–6, 6–4, 6–3      |
| Перемога  | 9–2  | Бер 2005 | Сараєво, Боснія і Герцеговина | Челленджер | Тверде   | Міхал Мертиняк        | 7–6(7–1), 6–3      |
| Перемога  | 10–2 | Бер 2006 | Korea F2, Андон               | Ф'ючерс    | Тверде   | Александар Власький   | 6–2, 7–5           |
| Перемога  | 11–2 | Сер 2007 | Росія F4, Москва              | Ф'ючерс    | Ґрунт    | Артем Сітак           | 7–6(7–4), 6–1      |
| Перемога  | 12–2 | Вер 2007 | Німеччина F15, Кемптен        | Ф'ючерс    | Ґрунт    | Марцель Ціммерманн    | 6–4, 3–6, 6–2      |
| Перемога  | 13–2 | Лис 2007 | Велика Британія F21, Редбрідж | Ф'ючерс    | Тверде   | Фредерік Нільсен      | 6–1, 4–6, 6–4      |

### Парний розряд: 12 (11–1)
| Легенда              |
| -------------------- |
| ATP Челленджер (5–0) |
| ITF Ф'ючерс (6–1)    |

| Фінали за покриттям |
| ------------------- |
| Тверде (6–0)        |
| Ґрунт (4–1)         |
| Трава (1–0)         |
| Килим (0–0)         |

| Результат | В-П  | Дата     | Турнір                          | Рівень     | Покриття | Партнер            | Суперники                                  | Рахунок          |
| --------- | ---- | -------- | ------------------------------- | ---------- | -------- | ------------------ | ------------------------------------------ | ---------------- |
| Перемога  | 1–0  | Кві 1998 | Узбекистан F2, Андижан          | Ф'ючерс    | Тверде   | Максим Мирний      | Вадим Куценко Володимир Ужиловський        | 6–2, 6–4         |
| Перемога  | 2–0  | Лип 1998 | Бристоль, Велика Британія       | Челленджер | Трава    | Максим Мирний      | Вейн Артурс Вен Еллвуд                     | 6–4, 3–6, 7–6    |
| Перемога  | 3–0  | Тра 1999 | Німеччина F2, Швабський Галль   | Ф'ючерс    | Ґрунт    | Олег Огородов      | Рікарду Шлахтер Андрес Шнейтер             | 6–3, 4–6, 7–6    |
| Перемога  | 4–0  | Кві 2002 | Неаполь, Італія                 | Челленджер | Ґрунт    | Габріель Тріфу     | Мартін Вассальйо Аргуельйо Леонардо Ольгін | 7–5, 7–6(7–5)    |
| Перемога  | 5–0  | Тра 2002 | Рим, Італія                     | Челленджер | Ґрунт    | Габріель Тріфу     | Серхіо Ройтман Андрес Шнейтер              | 6–1, 6–2         |
| Перемога  | 6–0  | Сер 2004 | Сеговія, Іспанія                | Челленджер | Тверде   | Ігор Куніцин       | Даніель Муньйос де ла Нава Іван Наварро    | 3–6, 6–3, 6–2    |
| Перемога  | 7–0  | Лип 2005 | Кордова, Іспанія                | Челленджер | Тверде   | Сергій Стаховський | Ніколя Маю Жіль Мюллер                     | 7–5, 5–7, 6–1    |
| Перемога  | 8–0  | Кві 2007 | Росія F1, Москва                | Ф'ючерс    | Тверде   | Сергій Бетов       | Костянтин Кравчук Євген Кириллов           | 7–6(7–5), 6–3    |
| Перемога  | 9–0  | Тра 2007 | Білорусь F1, Мінськ             | Ф'ючерс    | Тверде   | Сергій Бетов       | Іван Церович Артем Сітак                   | 6–4, 5–7, 6–3    |
| Поразка   | 9–1  | Вер 2007 | Німеччина F15, Кемптен          | Ф'ючерс    | Ґрунт    | Ніколас Толедо     | Дастін Браун Жерон Массон                  | 4–6, 4–6         |
| Перемога  | 10–1 | Лис 2007 | Велика Британія F22, Сандерленд | Ф'ючерс    | Тверде   | Андрій Коротченя   | Ніл Бамфорд Мартін Кіллемосе               | 2–6, 6–2, [10–8] |
| Перемога  | 11–1 | Чер 2008 | Україна F1, Черкаси             | Ф'ючерс    | Ґрунт    | Олександр Бурий    | Марко Белла Марко Сімоні                   | 6–1, ret.        |

## Часовий графік результатів
| W | Ф | ПФ | ЧФ | #Р | КТ | К# | DNQ | A | NH |

### Одиночний розряд
| Турніри Великого шлему                 |     |     |     |              |              |              |     |     |     |        |       |     |
| Відкритий чемпіонат Австралії з тенісу |     | 1р  |     | 1р           | 2р           | 1р           |     |     | К1р | 0 / 4  | 1–4   | 20% |
| Відкритий чемпіонат Франції з тенісу   |     | 1р  |     | 1р           | К1р          | 1р           | 2р  |     |     | 0 / 4  | 1–4   | 20% |
| Вімблдонський турнір                   | 3р  | 1р  | ПФ  | 1р           | К1р          | 1р           |     | К2р |     | 0 / 5  | 7–5   | 58% |
| Відкритий чемпіонат США з тенісу       | К3р | К1р |     | 2р           | К3р          | 1р           |     | К1р |     | 0 / 2  | 1–2   | 33% |
| В-П                                    | 2–1 | 0–3 | 5–1 | 1–4          | 1–1          | 0–4          | 1–1 | 0–0 | 0–0 | 0 / 15 | 10–15 | 40% |
| Олімпійські Ігри                       |     |     |     |              |              |              |     |     |     |        |       |     |
| Теніс на Олімпійських іграх            | NH  | NH  | 2р  | Не проводили | Не проводили | Не проводили | 1р  | NH  | NH  | 0 / 2  | 1–2   | 33% |
| Серія Мастерс ATP                      |     |     |     |              |              |              |     |     |     |        |       |     |
| Індіан-Веллс                           |     |     |     | 1р           |              |              |     |     |     | 0 / 1  | 0–1   | 0%  |
| Відкритий чемпіонат Маямі з тенісу     |     |     |     | 2р           |              | 1р           |     |     |     | 0 / 2  | 0–2   | 0%  |
| Монте-Карло                            |     |     |     | 1р           |              |              |     |     |     | 0 / 1  | 0–1   | 0%  |
| Гамбург                                |     |     |     | 1р           |              |              |     |     |     | 0 / 1  | 0–1   | 0%  |
| Рим                                    |     |     |     | 1р           |              |              |     |     |     | 0 / 1  | 0–1   | 0%  |
| Мастерс Цинциннаті                     | К2р |     | 1р  | 1р           |              |              |     |     |     | 0 / 2  | 0–2   | 0%  |
| В-П                                    | 0–0 | 0–0 | 0–1 | 0–6          | 0–0          | 0–1          | 0–0 | 0–0 | 0–0 | 0 / 8  | 0–8   | 0%  |

## Державні нагороди
- Орден «За особисту мужність» (Білорусь)
- Іменна зброя — пістолет Макарова (Білорусь)
- Іменна зброя — офіцерський кортик (Білорусь)